# Павоне Канавезе
Павоне Канавезе (итал. Pavone Canavese) је насеље у Италији у округу Торино, региону Пијемонт.
Према процени из 2011. у насељу је живело 3361 становника. Насеље се налази на надморској висини од 243 м.

## Становништво
Према резултатима пописа становништва 2011. у општини је живело 3.890 становника.
| 1931. | 1936. | 1951. | 1961. | 1971. | 1981. | 1991. | 2001. | 2011. |
| ----- | ----- | ----- | ----- | ----- | ----- | ----- | ----- | ----- |
| 2.170 | 1.992 | 2.074 | 2.841 | 3.096 | 3.972 | 4.060 | 3.776 | 3.890 |